# 美馬市立美馬中学校
美馬市立美馬中学校（みましりつ みまちゅうがっこう）は、徳島県美馬市美馬町字谷ヨリ西にある公立中学校。

## 概要
- 2016年1月22日、1年生総合的な学習の時間に、『盲導犬との生活と防災について』の講演会が実施された[1]。
- サッカー部は第62回徳島県中学校サッカー新人大会で優勝。第76回徳島県中学校夏季総合体育大会で準優勝し、四国大会に出場している。

## 沿革
- 1969年 - 重清中学校・郡里中学校・切久保中学校・重清中学校北分校が廃止され、美馬中学校が設置される。
- 2005年 - 市町村合併により美馬市立美馬中学校となる。

## 校訓
自律・創造・友愛

## 校歌
- 作詞: 佐々木高行
- 作曲: 近藤良三

## 通学区域が隣接している学校
- 美馬市立岩倉中学校
- つるぎ町立貞光中学校
- つるぎ町立半田中学校
- 三好市立三野中学校
- 香川県まんのう町立満濃中学校
- 香川県高松市立塩江中学校